# Гомес Мартинес, Сервандо
Сервандо Гомес Мартинес (исп. Servando Gómez Martínez; 6 февраля 1966, Артеага) — мексиканский наркобарон, основатель и лидер одного из крупнейших наркокартелей Мексики Ла Фамилиа. Картель Ла Фамилиа иногда описывается как квазирелигиозный, так как его текущие лидеры именуют убийства и казни как «божественное правосудие.»
Ла Фамилиа начиналось как партнерство с наркокартелем Гольфо. Позже Мартинес с Гонсалесом, Мендосой, Варгасом, Планкартой, Мединой, Планкартей, Эрнандесом и Барроном организовали независимый наркокартель Ла Фамилиа. 23 марта 2009 года, правительство Мексики предложило награду для 24 главных фигур наркобизнеса в Мексике, предлагая целых два миллиона USD за каждого наркобарона. В этот список был включён и Сервандо Гомес Мартинес.
Сервандо Гомесa Мартинесa обвиняют в торговле наркотиками, торговле оружием, похищении людей и убийствах.
Был арестован мексиканской федеральной полицией 27 февраля 2015 года в пещере, недалеко от Морелии после того, как его возлюбленная заказала торт на 49-ю годовщину Гомеса.
11 марта суд предъявил Мартинесу обвинения в похищении людей и торговле наркотиками.
В 2015 году он инсценировал сердечный приступ, чтобы помочь побегу Эль Чапо из тюрьмы строго режима в Альмолойе.
В июне 2019 Гомес Мартинес был приговорён к 55 годам заключения за похищение предпринимателя в 2011 году.